# Bolboschoenus nobilis
Bolboschoenus nobilis là một loài thực vật có hoa trong họ Cói. Loài này được (Ridl.) Goetgh. & D.A.Simpson mô tả khoa học đầu tiên năm 1991.